# Étableaux
Étableaux est le nom porté pendant la Révolution française par la commune de Saint-Martin-d'Étableaux, une ancienne commune d'Indre-et-Loire, annexée en 1821 au Grand-Pressigny. C'est aujourd'hui un hameau de cette commune.

## Géographie

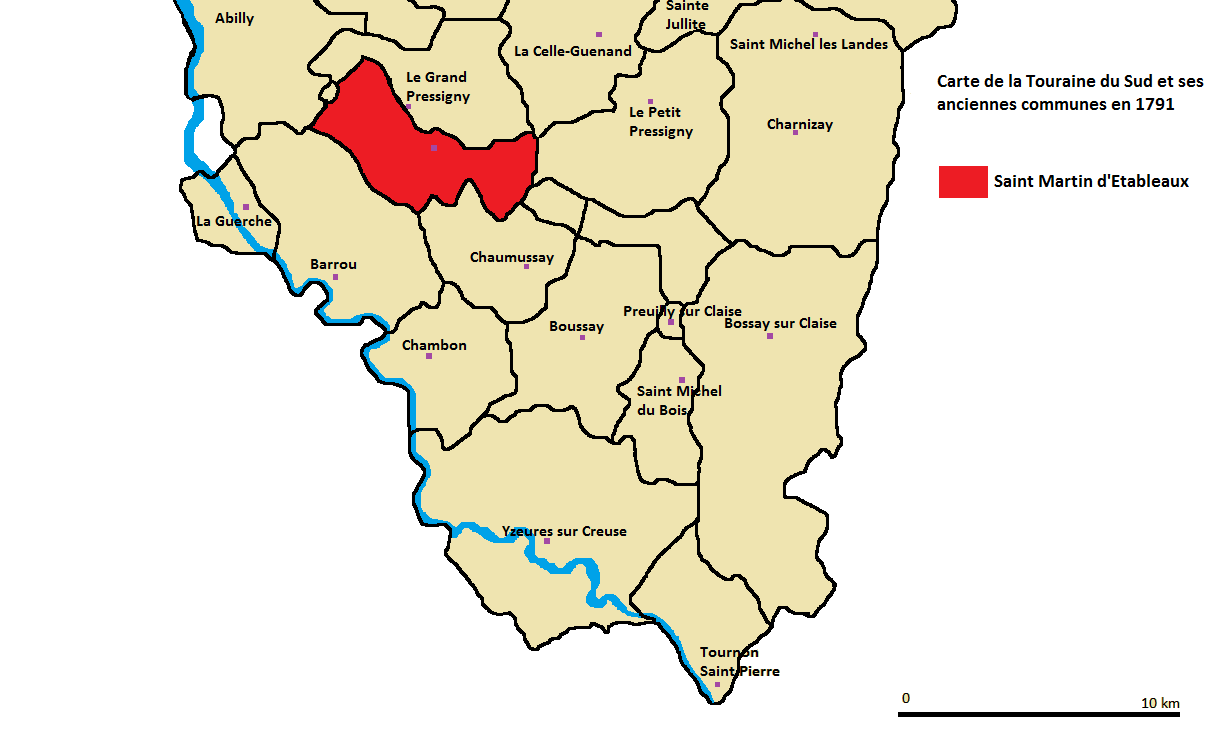
Localisation de Saint Martin d'étableaux en Sud-Touraine.

Cette ancienne commune se situe au sud du territoire communal du Grand-Pressigny sur les berges de la Claise. Ses communes limitrophes étaient Le Grand-Pressigny au nord, Abilly à l'Ouest, Barrou et Chaumussay au sud, Le Petit-Pressigny et La Celle-Guenand à l'est.
Les coordonnées du hameau d'Étableaux sont 46° 54′ 32″ N, 0° 48′ 46″ E.

## Histoire
Sabulium en 1250, Sabolium en 1267 puis S. Martinus de Pressegneio au XIIIe siècle et enfin Saint-Martin d'Étableaux au XVIIe siècle.
Durant la Révolution, pour suivre le décret de la Convention du 25 vendémiaire an II invitant les communes ayant des noms pouvant rappeler les souvenirs de la royauté, de la féodalité ou des superstitions, à les remplacer par d'autres dénominations, la commune, qui s’appelait Saint-Martin d'Étableaux, change de nom pour Étableaux.

Sous le Premier Empire, la commune a repris le nom de Saint-Martin-d'Étableaux.

### Sa suppression
C'est l'ordonnance royale du 31 janvier 1821 qui supprima la commune d'Étableaux. Cette ordonnance intégra la totalité du territoire de cette commune à celle du Grand-Pressigny.
Son territoire comprenait alors son bourg et les hameaux de la Folie, la Duranderie, Serre, Bezuard, Favier, le Petit Favier, le Pain, la Forge, la Bigotterie, le Bois-Favier, l'Ourlière, le Verger, la Fauvellière, la Bergauderie, la Charpaie, la Plaudrie, la Baudinière, Sus-Chène (ruine), Valançais, Lancerie, la Liée, Passeray, le Clerjaudière, la Vienne, la Grouaie, les Imbertières, Faugoudron, la Bourlière, Malessart, Courvaux, l'étang du Plessis, la Borde, la Pinettrie, la Villatte, le Grand-Puyrenault, le Petit-Puyrenault, la Fontaine, la Doucetterie, la Vignerie, la Chauvellière, Moisay, la Providence…

## Démographie
| 1764     | 1794 | 1800 | 1806 | 1820 |
| -------- | ---- | ---- | ---- | ---- |
| 116 feux | 550  | 566  | 616  | 535  |

## Administration
| Période                                  | Période | Identité | Étiquette | Qualité |
| ---------------------------------------- | ------- | -------- | --------- | ------- |
|                                          |         |          |           |         |
| Les données manquantes sont à compléter. |         |          |           |         |

## Patrimoine
Le château
Il a vraisemblablement été construit par Maurice de Craon, sénéchal de Touraine, au début du XIIIe siècle. Une tour carrée a été ajoutée au XIVe siècle, époque à laquelle son seigneur est Jean II Le Meingre dit Boucicaut, maréchal de France. Bien conservé jusqu'en 1791, il est maintenant en ruines.
En contrebas de la forteresse, le village est un des plus beaux sites de la vallée, on y trouve de vieilles demeures comme la maison du passeur avec tourelle quadrangulaire qui date du XVe siècle.
Le château est fermé au public
L'église Saint-Martin d'Etableaux
L'ancienne église Saint-Martin d'Etableaux date du XIIe siècle et est inscrite monument historique. Elle se situe dans le parc du château de La Groitière.
Château de La Vienne
Il date du XVe siècle et a été reconstruit vers 1872-1873.
Château de La Groitière
Il date du XIXe siècle.

### Sources
- Dictionnaire Géographique Historique et Biographique d'Indre et loire et de l'ancienne province de Touraine, par J-X Carré de Busserole (Publié en 1882)
- Bulletin de la Société archéologique de Touraine, 1874
- Indre-et-Loire par Jacques Dupâquier, Jean-Michel Gorry, Jean-Pierre Bardet, Éditions du Centre national de la recherche scientifique, 1985 p. 479